# Рак роднице
Рак роднице (РР) је обично карцином сквамозних ћелија, чији раст  почиње у родници (вагини). Ћелије рака се брзо размножавају и могу да нападну и униште здраво ткиво тела. Иако се може јавити у било ком узрасту, мали број случајева се налази код жена млађих од 40 година, најчешћи је код жена старијих од 60 година, а скоро половина случајева се јавља код жена које имају 70 година или више. Иако фактори ризика повећавају вероватноћу да жена оболи од рака роднице, многе жене са раком роднице немају јасне факторе ризика. Чак и ако жена са раком роднице има један или више фактора ризика, немогуће је са сигурношћу знати колико је тај фактор ризика допринео настанку рака.
Најучесталији симптом ове врсте рака је абнормално  крварење из  роднице.
Рак вагине који се дијагностикује када је ограничен на родницу (вагину) има најбоље шансе за излечење. Када се рак прошири изван роднице, много га је теже лечити.

## Релевантна анатомија
Родница или вагина (која се понекад назива порођајни канал) део је женског репродуктивног система.
То је мишићна цев која повезује материцу са спољашњим гениталијама. Вагина се понекад назива порођајни канал.

## Епидемиологија
Рак роднице чини 1% гинеколошких карцинома у САД. Просечна старост у време постављања дијагнозе је 60 до 65 година. Најчешћи генитални сарком, ботриоидни сарком (ембрионални рабдомиосарком), има врхунац инциденције у доби од 3 године.
Рак вагине је редак и чини само 2% свих гинеколошких карцинома и мање од 0,5% свих карцинома код жена.
Рак роднице чини 1% гинеколошких карцинома у САД. Просечна старост у време постављања дијагнозе је 60 до 65 година. Процена нових случајева у Сједињеним Америчким Државама у 2017. је 4.810. Смртних случајева од рака вагине у исто време било је 1.240.
Чешће је код старијих жена.  Просечна старост у време постављања дијагнозе је 60 до 65 година. Најчешћи генитални сарком, ботриоидни сарком (ембрионални рабдомиосарком), има врхунац инциденције у доби од 3 године.
У Великој Британији, 254 случаја рака вагине су идентификована у 2014. Смртних случајева од рака вагине у овом периоду било је 110.  Од оних са раком роднице, 53% је повезано са ХПВ инфекцијом.

## Оште информације
Већина (95%) примарног карцинома роднице су карциноми сквамозних ћелија, остало су:
- примарни и секундарни аденокарциноми,
- секундарни карциноми сквамозних ћелија (код старијих жена),
- бистроћелијски аденокарциноми (код младих жена)
- меланоми.

Већина карцинома роднице се развија у горњој 1/3 њеног задњег зида. 
Могу се ширити директно (у локална паравагинална ткива, бешику или ректум), преко ингвиналних лимфних чворова из промена у доњем делу роднице, преко карличних лимфних чворова из промена у горњем делу роднице или хематогено.

### Врсте карцинома вагине
Рак вагине је подељен на различите типове на основу врсте захваћених ћелија. Типови карцинома вагине приказани су на доњој табели.
| Типови карцинома вагине           | Карактеристике |
| --------------------------------- | --- |
| Карцином сквамозних ћелија вагине | Почиње у танким, равним ћелијама које се називају сквамозне ћелије. Сквамозне ћелије облажу површину вагине. Ово је најчешћи тип.                                         |
| Вагинални аденокарцином           | Почиње у ћелијама жлезде на површини вагине. Ово је ретка врста рака вагине. Повезан је са леком званим диетилстилбестрол који се некада користио за спречавање побачаја. |
| Вагинални меланом                 | Почиње у ћелијама које производе пигмент, који се називају меланоцити. Ова врста је веома ретка.                                                                          |
| Вагинални сарком                  | Почиње у ћелијама везивног ткива или мишићним ћелијама у зидовима вагине. Ова врста је веома ретка.                                                                       |

## Етиопатогенеза
Рак роднице почиње када ћелије у роднице развију промене у својој ДНК. ДНК ћелије садржи упутства која ћелији говоре шта да ради. У здравим ћелијама, ДНК даје упутства за раст и размножавање одређеном брзином. Упутства говоре ћелијама да умру у одређено време. У ћелијама рака, промене ДНК дају другојачија упутства. Промене говоре ћелијама рака да брзо направе много више ћелија. Да би ћелије рака могле наставити да живе  здраве ћелије умру. Ово узрокује појаву превише ћелија.
Ћелије рака могу формирати масу која се зове тумор. Тумор може нарасти толико да нападне и уништи здраво ткиво тела. Временом се ћелије рака могу одвојити и проширити на друге делове тела. Када се рак шири, назива се метастатски рак.
Сматра се да је већина ДНК промена које доводе до карцинома роднице узроковано хуманим папилома вирусом (ХПВ). ХПВ је уобичајен вирус који се преноси сексуалним контактом. За већину људи вирус никада не изазива проблеме. Обично пролази сам од себе. За неке, међутим, вирус може изазвати промене у ћелијама које могу довести до рака.

### Фактори ризика
Могући Фактори ризика су:.
Старост
Старост спада у најважнију групу фактор ризика за већину карцинома роднице.
Инфекција хуманим папилома вирусом (ХПВ)
Карцином сквамозних ћелија роднице (КСЋВ) је повезан са високом стопом инфекције онкогеним сојевима хуманог папилома вирус (ХПВ). Карциноми сквамозних ћелија вроднице и грлића материце имају много заједничких фактора ризика.  ХПВ инфекција је такође описана у случају вагиналног аденокарцинома.
Излагање диетилстилбестролу (ДЕС) у материци
Ретки облик аденокарцинома, познат као карцином бистрих ћелија, јавља се у вези са ин утеро изложеношћу ДЕС-у, са врхунском инциденцом пре 30 година. Ова повезаност је први пут пријављена 1971. године. Инциденција ове болести, која је највећа код оних који су били изложени током првог тромесечја, достигла је врхунац средином 1970-их, што одражава већа употреба ДЕС-а у 1950-им. То је сада изузетно ретко.  Међутим, жене са познатом историјом изложености ин утеро ДЕС-у треба пажљиво пратити због могућег присуства овог тумора. (Ова повезаност је углавном била применљива на вагиналне карциноме дијагностиковане код млађих жена, јер се аденокарциноми који нису повезани са излагањем ДЕС-у јављају првенствено током постменопаузалних година).  Вагинална аденоза се најчешће налази код младих жена које су имале ин утеро изложеност ДЕС-у и може коегзистирати са јасним ћелијским аденокарциномом, иако ретко напредује у аденокарцином. Аденоза се замењује сквамозном метаплазијом, која се јавља природно и захтева праћење, али не и уклањање.
Историја хистеректомије
Жене које су имале хистеректомију због бенигне, премалигне или малигне болести су у ризику од вагиналних карцинома.

У ретроспективној серији од 100 жена које су проучаване током 30 година, 50% их је било подвргнуто хистеректомији пре дијагнозе карцинома вагине.
 У групи после хистеректомије, 31 од 50 жена (62%) развила је рак ограничен на горњу трећину вагине. Код жена које раније нису биле подвргнуте хистеректомији, горње вагиналне лезије су нађене код 17 од 50 жена (34%).

Инфекција вирусом хумане имунодефицијенције (ХИВ)
Инфекција вирусом хумане имунодефицијенције (ХИВ) изазива АИДС и повећава ризик од рака материце.
Пушење
Пушење цигарета више него удвостручује ризик жене да добије рак роднице.
Конзумација аслкохола
Конзумирање алкохола може утицати на ризик од појаве рака роднице. Студија на женама алкохоличаркама открила је више случајева рака роднице него што се очекивало. Али ова студија је била погрешна јер није разматрала друге факторе који могу да промене ризик, као што су пушење и ХПВ инфекција. Новија студија која је узела у обзир ове друге факторе ризика открила је смањен ризик од рака роднице код жена које уопште не пију алкохол.
Иритација роднице
Код неких жена, истегнути лигаменти карлице могу дозволити да се материца спусти у родницу или чак да се прошири ван роднице (пролапс материце). Може се лечити операцијом или ношењем песара, уређаја који држи материцу на месту. Неке студије сугеришу да дуготрајна (хронична) иритација роднице код жена које користе песар може мало повећати ризик од карцинома сквамозних ћелија роднице. Али ово је веома ретко и ниједна студија није јасно доказала да песари изазивају рак роднице.

## Клиничка слика
Рак роднице у почетку можда неће изазвати никакве симптоме. Како расте, рак  може изазвати следеће знакове и симптоме:
- крварење из роднице које није типично, на пример као оно након менопаузе или после секса.
- вагинални исцедак.
- квржица или маса у родници
- болно мокрење.
- учестало мокрење.
- затвор.
- бол у пределу карлице

### Стадијуми у развоју рака роднице
Међународна федерација гинеколога и акушера користи методу стадирања тумора, чворова, метастаза (ТНМ) за одређивање стадијума рака роднице. Клинички стадијум најчешћег облика примарног карцинома роднице, карцинома сквамозних ћелија, приказан је у доњој табели:
| Стадијуми | Локализација |
| --------- | --- |
| I         | Рак је ограничен на родницу                                                                                            |
| II        | Рак продире у ткиво близу роднице, али се није проширио на зид карлице                                                 |
| III       | Рак захвата бочни зид карлице или омета бубрежну функцију, опструира уретер и изазива хидронефрозу.                    |
| IVА и IVВ | Рак захвата слузокожу оближњих карличних органа, укључујући мокраћну бешику или ректум, или се проширио изван карлице. |

- Стадијум 1
- Стадијум 2
- Стадијум 3
- Стадијум 4A
- Стадијум 4B

## Дијагноза
Дијагноза се поставља биопсијом. Мали, ограничени канцер се лечи хистеректомијом заједно са вагинектомијом и уклањањем лимфних чворова; већина других се лечи зрачењем.

## Терапија
Одлука о модалитету лечења мора се донети у контексту појединачног пацијента, јер је мало вероватно да ће проспективна испитивања бити предузета да би се одговорило на ово специфично питање.

## Прогноза
Према расположивим подацима стадијум, величина тумора, хистологија и начин лечења значајни су прогностички фактори код жена са карциномом роднице. Када је то могуће у раној фази болести, чини се да операција даје предност преживљавању.
У будућности ћемо можда моћи да видимо да ли се тренд смањења морталитета са савременим третманом наставља; али тренутно се чини да може постојати континуирано смањење ризика од смртности повезаног са употребом хемотерапије и зрачења код жена са раком роднице.